# Lelantinska kriget

Chalkis och Eretria på Lelantinslätten. Ägäisches Meer = Egeiska havet; Euböa = Euboia; Lelantische Ebene = Lelantinslätten; Golf von Euböa = Euboiasundet

Lelantinska kriget var ett länge omtalat krig mellan de två antika grekiska stadsstaterna Chalkis och Eretria på Euboia som ägde rum i början av arkaisk tid, någon gång mellan cirka 710 och 650 f.Kr. Anledningen till kriget var, enligt traditionen, kampen om den bördiga Lelantineslätten på ön Euboia. På grund av den ekonomiska betydelsen av de två deltagande poleis, spred sig kriget avsevärt, och många stadsstater stödde olika sidor vilket resulterade i att stora delar av Grekland drogs in i kriget. Historikern Thukydides beskriver Lelantinska kriget som exceptionellt, det enda kriget i Grekland mellan det mytomspunna trojanska kriget och de persiska krigen i början av 400-talet före Kristus då allierade städer, snarare än enskilda sådana, var inblandade.
| ”                       | Kriget mellan Chalkis och Eretria var det där de flesta städer som tillhörde resten av Grekland delades upp i allianser med ena eller andra sidan. | „ |
| – Thucydides (I. 15, 3) | |   |

## Bakgrund
Chalkis och Eretria var hamnstäder på Euboias västkust som båda gjorde anspråk på den bördiga Lelantinslätten som delades av Lelasfloden. Chalkis låg vid slätten och Eretria strax utanför men de hade en historisk anknytning till den då de härstammade från en stad vid dagens Lefkandi som dock gick under vid slutet av 700-talet f.Kr.. Både Eretria och Chalkis var i union med Aten och de var samtliga Joner.
På 700-talet f.Kr. var Euboias en av de ekonomiskt starkaste områdena i Grekland och de båda städerna samarbetade med att bedriva handel i Medelhavet. Tillsammans grundade de en handelspost i norra Syrien som idag kallas Al-Mina och därifrån bedrev de handel med rikena i östra Medelhavet. De begav sig även västerut och Euboia grundade en handelspost på Ischia utanför Kampanien där de bedrev handel med Etruskerna. Euboia grundade även den första kolonin på det italienska fastlandet och döpte den till Kyme. Chalkis i sin tur grundade den första grekiska kolonin på Sicilien och strax därefter grundades städerna Reggio och Messina på var sin sida av Messinasundet.
Mot slutet av 700-talet f.Kr. verkar relationen mellan städerna dock ha fallit rejält och de förklarade krig mot varandra. Den officiella anledningen till kriget var den bördiga Lelantineslätten som länge använts för odling, där bland vingårdar, av båda städerna. Orsaken till konflikten tros kunna vara den torka som på slutet av 700-talet f.Kr. verkar ha drabbat den grekiska övärlden och då det var brist på odlingsbar mark i Grekland kan detta ha gett upphov till stigande konflikter mellan de båda städerna.

## Kriget
Kriget tros ha börjat cirka 710 f.Kr. och trots att båda parterna antagligen hade stora flottor verkar kriget i huvudsak ha utkämpats på land. Kriget ägde rum innan hopoliterna började användas i Grekland och soldaterna var sannolikt lätt rustade svärdsmän med undantag för trupper av bågskyttar, slungare och ryttare. Det är möjligt att kriget hade flera perioder av stillestånd i likhet med de peloponnesiska och det messianska krigen. Eretria skall ha haft en arme på 3,000 infanterisoldater, 600 ryttare och 60 stridsvagnar medan Chalkis armé är okänd. Chalkis infanteri skall dock ha varit bättre än Eretrias medan Eretrias ryttare var bättre än Chalkis. 

### Allianser och utbredning
Exakt hur stort kriget blev och hur många stater som blandades in är omdebatterat. Till en början var kriget antagligen endast en angelägenhet för Chalkis och Eretria. Chalkis låg helt på Euboia medan Eretria äge ungefär en fjädedel av ön samt öarna i Kykladerna. Utöver de två är forskare endast säkra på tre andra stater som deltog i kriget, Miletus på Eretrias sida och Samos samt Thessalien på Chalkis sida. Vissa forskare menar att upp till 40 stadsstater kan ha deltagit i kriget, ett förslag som fått mycket kritik då de flesta forskare anser att ett så utvecklat alliansnät inte fanns i Grekland under perioden. Många stater verkar ha legat i krig samtidigt som det lelantiska kriget utspelade sig men det betyder inte att alla krig som utkämpades i Grekland under perioden hade med det lelantiska kriget att göra. De flesta forskare är därmed villiga att gå med på att utöver ovan nämnda stater kan Egina, Korinth, Megara, och kanske även Chios och Erythrai ha deltagit i kriget. En teori är även att det messianska kriget mellan messianska städerna och Sparta som utspelade sig samtidigt kan ha flutit ihop med det lelantiska kriget och att sidor från båda krigen hjälpte varandra. Argos, som var en messiansk stad, kan ha allierat sig med sin granne Egina och därmed även med Eretria. En expedition från Samos skall ha hjälpt Sparta i kriget mot messianien vilket tyder på att de kan ha varit allierade med dem och därmed även Chalkis. Miletus skall under perioden ha anfallit ön Milos som hade anknytningar till Sparta vilket vidare tyder på allianser mellan staterna i de olika krigen.
Eginas anledning till att ge sig in i kriget bör om så skedde ha berott på handel. Eginas främsta handelspartner var Egypten och deras främsta handelskonkurrent var Samos som var allierad med Chalkis, vilket tyder på att de i så fall bör ha allierat sig med Eretria. Korinth och Megara hade legat i krig under årtionden då Korinth erövrat Perachorahalvön vilket ursprungligen tillhört Megara. Då Korinth verkar ha haft goda kontakter med Chalkis antas det att de om de gick in i kriget allierade sig med dem och i så fall kan Megara ha allierat sig med Eretria. 
Chois kom senare att hjälpa Miletus i det joniska upproret och Miletus i sin tur hjälpte Chois i ett krig mot Erythrai. Detta tyder på att staterna hade någon form av samverkan och det är därmed möjligt att Chois deltog med Miletus på Eretrias sida i kriget. Om så skedde kan Erythrais ha allierat sig med Chalkis. 
Detta är den största utbredningen som de flesta forskare är villiga att gå med på då det som sagt anses att stora allianser inte existerade i Grekland under perioden. Den tyske historikern Detlev Fehling menar att hela det lelantiska kriget är påhittat av senare generationer som baserat historien på pseudorapporter. Denna teori har dock inte fått någon större spridning i forskarvärlden. 
Kring 700 f.Kr. verkar Eretrias stad vid Lefkandi ha förstörts, sannolikt av Chalkis. Detta skar av Eretrias länk till lelantinslätten och ungefär samtidigt skall Miletus ha plundrat chalkiska Karystos på Euboias södra kust. Under denna period kom Miletus även att växa till den starkaste makten i det östra egeiska havet. Kriget tros ha pågått till mitten av 600-talet f.Kr. och det är möjligt att det avslutades till Chalkis fördel. Det är dock inte klart om Chalkis vann kriget eller inte. 

## Efterspel
Det långa kriget förvandlade Euboia från en av de mäktigaste regionerna i Grekland till ett bakvatten och de tidigare mäktiga Eretria och Chalkis förlorade nästan allt sitt ekonomiska och politiska inflytande. Lerbrukshandeln som tidigare kontrollerats av Eretria hade nu tillfallit Korinth och koloniseringen i öst togs över av Miletus och andra grekiska stater i Anatolien medan koloniseringen i väst togs över av Fokaia. Efter kriget verkar Chalkis gått in i en lång ekonomisk nedgång och öarna i Kykladerna verkar ha blivit självständiga från Eretria. Enligt Thukydides skall ännu ett krig om lelantinslätten ha uppstått mellan de två staterna på mitten 500-talet. 
Chalkis verkar ha kontrollerat lelantisslätten fram tills 506 f.Kr. när Aten etablerade en koloni där och Eretria förstördes av perserna på början av 400-talet f.Kr. strax innan slaget vid Maraton som hämnd för att de hjälpt Miletus i det joniska upproret.